# Светлояровка (населённый пункт)
Светлоя́ровка  — железнодорожный разъезд (как тип населённого пункта) в Черниговском районе Приморского края. Входит в состав Сибирцевского городского поселения.

## География
Находится в 5 км к юго-востоку от ближайшего села Монастырище, в 20 км к югу от районного центра Черниговки.

## История
Железнодорожный разъезд появился при строительстве железной дороги. В селении жили семьи тех, кто обслуживал инфраструктуру разъезда.

## Население
| 1915 | 1926 | 2002 | 2008 | 2010 |
| ---- | ---- | ---- | ---- | ---- |
| 161  | ↘136 | ↘14  | ↘9   | ↗11  |

По данным переписи 1926 года по Дальневосточному краю, в населённом пункте числилось 27 хозяйств и 136 жителей (75 мужчин и 61 женщина), из которых преобладающая национальность — украинцы (20 хозяйств).

## Улицы
| - ул. 11 км, - ул. Привокзальная, | - ул. Светлояровка, - ул. Тигровая. |

## Транспорт
Грунтовая автомобильная дорога до села Монастырище (расстояние 7 км); общественного транспорта нет. Одноимённый железнодорожный разъезд и остановочный пункт пассажирских (пригородных) поездов закрыт.